# Art Parkinson
Art Parkinson (Moville, 2001. október 19. –) ír színész.
Színészi karrierjét hétévesen kezdte. Legismertebb szerepe Rickon Stark a Trónok harca című sorozatban.

## Magánélete
Parkinson  kétnyelvű, mert kelta nyelvű iskolában tanult. Az anyja, Movania, egy színésznő, aki egy drámaiskolát vezet, amiben Art és két bátyja, Pearce és Padhraig már nagyon fiatal koruk óta részt vesznek. A két bátyja is szerepelt már több ír és brit televíziós műsorban. Egy interjú során a Flicks and City-vel, Parkinson megemlítette, hogy nem engedték a szülei, hogy nézze Trónok harcát a 18+-os tartalma miatt, eltekintve attól a néhány jelenettől, amiben ő is szerepelt.

## Karrier
Parkinson játszotta "Young Kenneth" szerepét a Freakdog című filmben. Az ír Dark Touch című horrorfilmben is megjelent. 2014 júliusában beválogatták az amerikai fantasy akciófilmbe, Az ismeretlen Drakulába, mint Ingeras, Gary Shore rendezésében.  Parkinson szintén szerepelt a Hollywood-i Törésvonal (2015) című filmben, mint Ollie.

## Filmográfia

### Film
| Év   | Cím                        | Szerep        | Megjegyzések |
| ---- | -------------------------- | ------------- | ------------ |
| 2008 | Freakdog                   | Young Kenneth |              |
| 2013 | Dark Touch                 | Peter         |              |
| 2014 | The Anomaly                | Alex          |              |
| 2014 | Shooting for Socrates      | Tommy         |              |
| 2014 | Az ismeretlen Drakula      | Ingeras       |              |
| 2014 | Ahol a szivárvány véget ér | Gary Dunn     |              |
| 2015 | Törésvonal                 | Ollie         |              |
| 2016 | Kubo and the Two Strings   | Kubo (hang)   |              |

### Televízió
| Év            | Cím          | Szerep       | Megjegyzések                        |
| ------------- | ------------ | ------------ | ----------------------------------- |
| 2011-13; 2016 | Trónok harca | Rickon Stark | Visszatérő Szerep (1., 3., 6. évad) |

## Fordítás
- Ez a szócikk részben vagy egészben  az   Art Parkinson című angol Wikipédia-szócikk ezen változatának fordításán alapul.  Az eredeti cikk szerkesztőit annak laptörténete sorolja fel. Ez a jelzés csupán a megfogalmazás eredetét és a szerzői jogokat jelzi, nem szolgál a cikkben szereplő információk forrásmegjelöléseként.